# コルネリア・アフリカナ

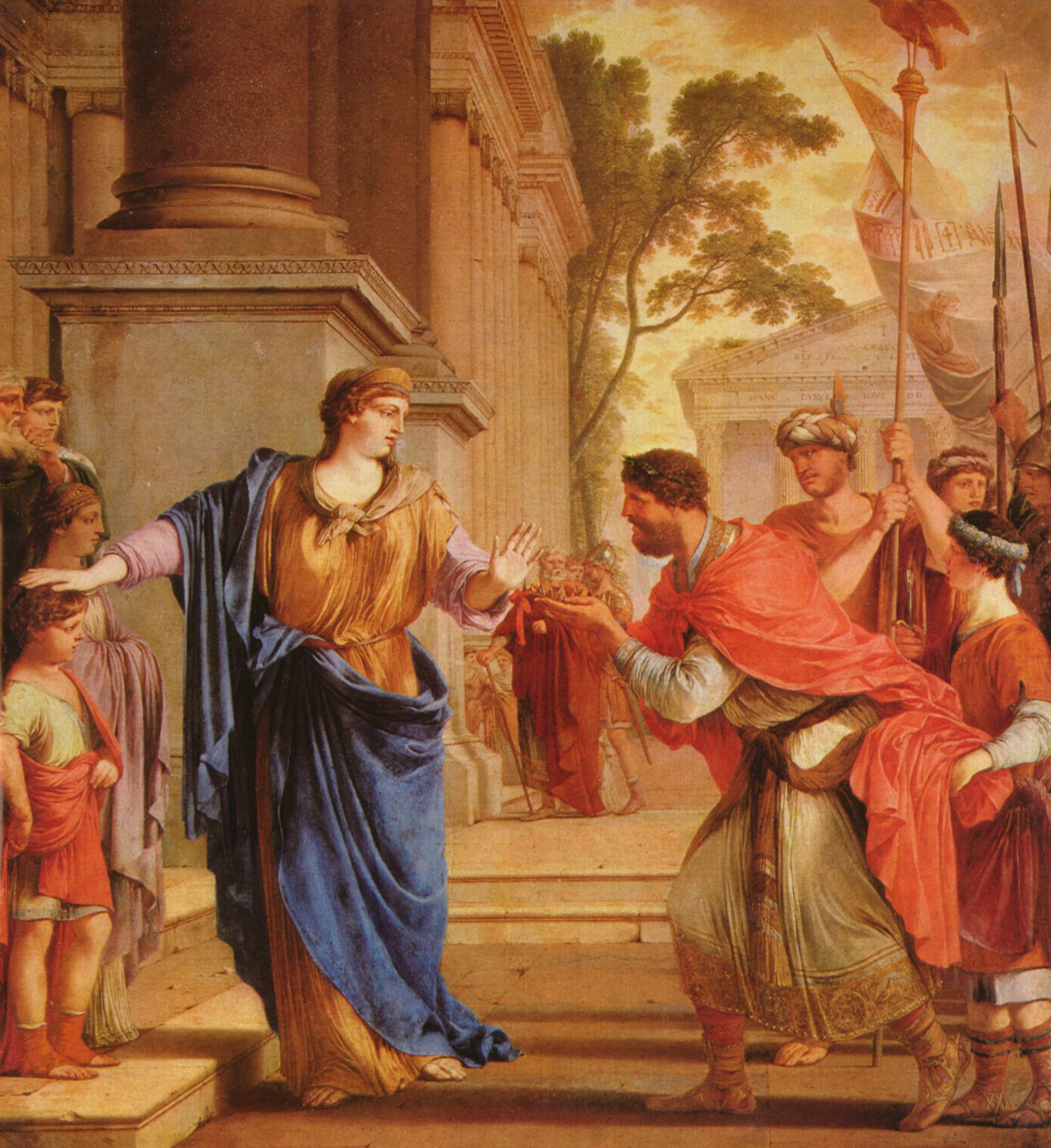
プトレマイオス朝の王妃の冠を退けるコルネリア

コルネリア・スキピオニス・アフリカナ（ラテン語: Cornelia Scipionis Africana, 紀元前190年 - 紀元前100年）は、古代ローマの女性で、第二次ポエニ戦争での英雄スキピオ・アフリカヌスの娘にしてグラックス兄弟の母。幼少の頃、父の窮地を助けてくれたティベリウス・センプロニウス・グラックス・マイヨルのもとに嫁いだ。「ローマの女の鑑」として後世にも人々に語り継がれた。

## 生涯
ティベリウス・センプロニウス・グラックス・マイヨルのもとに嫁いだ時、彼女はまだ幼女であった。正式に結婚したのは紀元前172年、コルネリアは18歳、夫のティベリウスは45歳であった。このような年齢差のある結婚ではあったが、結婚生活は幸せに満ちたものとなりコルネリアは12人の子供を出産、しかし生き残ったのはティベリウス、ガイウス、センプロニア（スキピオ・アエミリアヌスの妻）の3人だけだった。
紀元前154年に夫ティベリウスが死去、名門スキピオ家の出身で英雄アフリカヌスの娘であった彼女のもとには数多くの再婚話が持ちかけられた。その中のひとつにプトレマイオス朝の王からのものがあり、彼女を王妃として迎えたいという話まであったという。しかしコルネリアはその全ての話を断り、全てを息子ティベリウス、ガイウスの教育に注いだという。
グラックス兄弟が非業の死を迎えた後もコルネリアは賢母として人々の尊敬を集め、紀元前100年に彼女が没すると彼女の像が建立された。現在では像は失われ、その土台のみ現存している。

## 家族
- スキピオ・アフリカヌス：父
- ティベリウス・センプロニウス・グラックス・マイヨル：夫
- ティベリウス・グラックス：息子
- ガイウス・グラックス：息子